# Hồng y Richelieu

Huy hiệu của Hồng y Richelieu

Armand Jean du Plessis, Công tước thứ nhất của Richelieu (tiếng Pháp: [aʁmɑ̃ ʒɑ̃ dy plɛsi]; 9 tháng 9 năm 1585 – 4 tháng 12 năm 1642), được gọi là Hồng y Richelieu, là một chính khách và giáo sĩ người Pháp. Ông được biết đến với cái tên l'Éminence rouge, hay "Quân sư Đỏ", một thuật ngữ bắt nguồn từ danh hiệu "Quân sư" áp dụng cho các hồng y và từ chiếc áo choàng đỏ mà họ thường mặc.
Được tấn phong làm giám mục vào năm 1607, Richelieu được bổ nhiệm làm Ngoại trưởng vào năm 1616. Ông tiếp tục thăng tiến trong hệ thống phân cấp của cả Giáo hội Công giáo và chính phủ Pháp, trở thành hồng y vào năm 1622 và thủ hiến cho Vua Louis XIII của Pháp vào năm 1624. Ông giữ chức vụ này. chức vụ đó cho đến khi ông qua đời vào năm 1642, khi ông được kế vị bởi Hồng y Mazarin, người mà ông đã nuôi dưỡng sự nghiệp. Richelieu vướng vào một cuộc tranh chấp gay gắt với Marie de Médicis, mẹ của nhà vua và trước đây là đồng minh thân cận của ông.
Richelieu tìm cách củng cố quyền lực hoàng gia và kiềm chế quyền lực của giới quý tộc nhằm biến nước Pháp thành một quốc gia tập trung hùng mạnh. Trong chính sách đối ngoại, mục tiêu chính của ông là kiểm tra quyền lực của triều đại Habsburg (đặc biệt là trị vì ở Tây Ban Nha và Áo) và đảm bảo sự thống trị của Pháp trong Chiến tranh Ba mươi năm 1618–1648 sau khi cuộc xung đột đó nhấn chìm châu Âu. Mặc dù đã đàn áp các cuộc nổi dậy của người Huguenot vào những năm 1620, ông vẫn liên minh với các quốc gia theo đạo Tin lành như Vương quốc Anh và Cộng hòa Hà Lan để giúp ông đạt được mục tiêu của mình. Tuy nhiên, mặc dù ông là một nhân vật chính trị quyền lực, nhưng các sự kiện như Ngày của những kẻ lừa đảo (tiếng Pháp: Journée des Dupes) năm 1630 cho thấy quyền lực của Richelieu vẫn phụ thuộc vào lòng tin của nhà vua.
Là cựu sinh viên của Đại học Paris và là hiệu trưởng của trường Cao đẳng Sorbonne, Richelieu đã cải tạo và mở rộng trường. Ông trở nên nổi tiếng nhờ sự bảo trợ cho nghệ thuật và thành lập Académie Française, một tổ chức học thuật chịu trách nhiệm về các vấn đề liên quan đến tiếng Pháp. Là người ủng hộ Samuel de Champlain và Tân Pháp, ông đã thành lập (1627) Compagnie des Cent-Associés; ông cũng đàm phán Hiệp ước Saint-Germain-en-Laye năm 1632, theo đó Thành phố Quebec trở lại quyền cai trị của Pháp sau khi các tư nhân người Anh chiếm lấy nó vào năm 1629.
Richelieu được biết đến là người phát minh ra con dao ăn. Bực mình vì cách cư xử tồi tệ thường được thể hiện tại bàn ăn của những người sử dụng dao sắc (những người thường dùng chúng để ngoáy răng), vào năm 1637 Richelieu đã ra lệnh rằng tất cả những con dao trên bàn ăn của ông phải cùn lưỡi dao. và đầu của họ được làm tròn. Thiết kế này nhanh chóng trở nên phổ biến khắp nước Pháp và sau đó lan sang các nước khác.
Richelieu thường xuyên được miêu tả trong tiểu thuyết nổi tiếng, đặc biệt là nhân vật phản diện chính trong cuốn tiểu thuyết Ba chàng lính ngự lâm năm 1844 của Alexandre Dumas và nhiều bộ phim chuyển thể của nó.

## Thiếu thời
Ông sinh ra tại Paris, là người con thứ tư trong gia đình năm anh chị em và đứa con trai nhỏ nhất trong ba anh em. Từ thuở nhỏ, ông là một đứa trẻ gầy gò và luôn phải hứng chịu các cơn sốt tai quái trong suốt cuộc đời sau này. Mặc dù gia đình ông chỉ thuộc về dòng dõi quý tộc nhỏ ở Poitou, nhưng cha ông, François du Plessis, seigneur de Richelieu, vẫn thăng tiến trở thành trọng thần trong triều đình, từ một người lính và phụ tá của vua Henri IV sau được phong làm quan Đại Thái thú của Pháp;. Mẹ ông là bà Susanne de La Porte, con gái của một luật sư có tiếng ở Nghị viện Paris Khi ông lên năm tuổi, cha ông mất trong chiến tranh tôn giáo Pháp, Sự mất mát này cũng khiến cho gia đình ông lâm vào cảnh nợ nần không lâu sau đó; bất chấp những sự giúp đỡ từ hoàng gia, gia đình ông vẫn không thể tránh khỏi các khó khăn về tài chính. Vào năm chín tuổi, cậu bé Richelieu được gửi tới Trường Đại học Navarre ở Paris để học triết học. Sau đó, người ta bắt đầu dạy quân sự cho ông. Cho tới thời điểm này, cuộc đời của ông có vẻ đi theo con đường tương tự như những bước điển hình của một sĩ quan đương thời. Vào năm 1605, khi 20 tuổi, ông được Theodore de Mayerne chữa bệnh lậu. Do cha của Richelieu từng tham gia chiến tranh tôn giáo, gia đình ông được Quốc vương Henri III giao Giáo phận Luçon cho cai quản.

## Trở thành Giám mục Luçon
Năm 1604, người anh trai của ông ốm chết. Người anh này vốn là giám mục của xứ Luçon. Không muốn để mất đi lợi lộc từ mảnh đất này, mẹ của Richelieu đã quyềt định ông sẽ bỏ con đường hiện nay, đi học thần học để thay thế người anh đã chết mà làm Giám mục xứ Luçon.
Học thần học, triết học, luật và chính trị, Richelieu đã tỏ ra một năng khiếu thiên bẩm bởi những lập luận vô cùng sắc bén khiến cho nhiều người phải thán phục. Truyện kể rằng, ông đã viết thư đến Hoàng đế Henry IV của Pháp để xin nhà vua viết thư cho giáo hoàng bổ nhiệm mình làm giám mục xứ Luçon, lời văn đầy tính thuyết phục của người thanh niên đã thuyết phục vị hoàng đế gửi thư đến giáo hoàng. Nhưng do lúc đó ông chưa đủ tuổi để tấn phong giám mục, cho nên Henry IV đã nghe theo ông khai gian tuổi. Và trong lễ gia phong tại Roma năm 1607 (lúc đó ông mới 22 tuổi), ông vẫn giấu kín việc này, mãi đến khi thụ phong, ông mới quỳ xuống và xin Giáo hoàng Paul V (1605-1621) tha cho tội khai gian. Lúc đấy sự việc đã như ván đã đóng thuyền, vị Giáo hoàng khó tính cũng chỉ đành cười mà bỏ qua, kèm theo câu nói với mọi người xung quanh: Con người mồm mép này rồi sẽ vĩ đại.
Trong hội nghị 3 đẳng cấp ở Pháp, trong bối cảnh nước Pháp đang muốn bùng nổ cuộc nội chiến tôn giáo, bằng tài thuyết phục hùng hồn của mình Richelieu đã khiến cho 3 đẳng cấp đều thấy thoả mãn và ký vào hoà ước, làm cho tình hình trở nên êm dịu. Chính nhờ điều này mà ông được Thái hậu Maria di Medicis (mẹ của Louis XIII, vợ của Henry IV, cầm quyền nhiếp chính sau cái chết của chồng) để ý đến. Và con đường vào chính trị của ông đã bắt đầu từ đây, với bàn tay nâng đỡ của vị Thái Hậu đầy quyền lực nhưng hết sức đồng bóng.

## Con đường đến đỉnh cao quyền lực

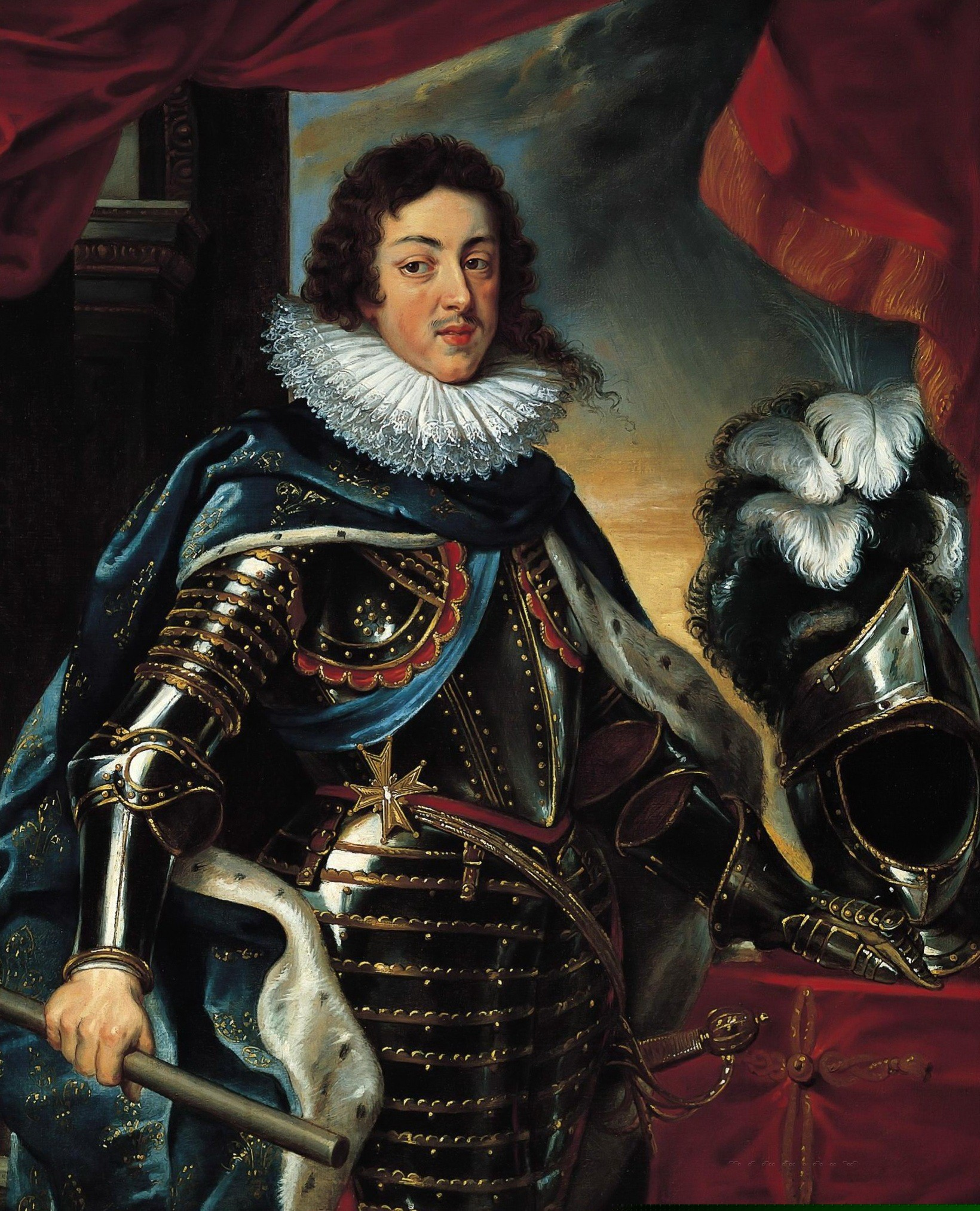
Louis XIII thời trẻ; chỉ là bù nhìn trong thời kỳ đầu trị vì của ông; quyền lực thực sự thuộc về mẹ ông, Marie de' Medici.

Năm 1614, các giáo sĩ của Poitou đề nghị Richelieu làm một trong những đại diện của họ tại Estates-General. Ở đó, ông là người ủng hộ mạnh mẽ Giáo hội Công giáo, cho rằng Giáo hội này cần được miễn thuế và các giám mục nên có nhiều quyền lực chính trị hơn. Ông là giáo sĩ nổi bật nhất ủng hộ việc thông qua các sắc lệnh của Hội đồng Trent trên khắp nước Pháp; Đẳng cấp thứ ba (thường dân) là đối thủ chính của ông trong nỗ lực này. Vào cuối cuộc họp, Đẳng cấp thứ nhất (giáo sĩ) đã chọn ông để đọc địa chỉ liệt kê các kiến nghị và quyết định của mình. Ngay sau khi Estates-General giải thể, Richelieu phục vụ vợ của Vua Louis XIII, Anne của Áo, với tư cách là người cung cấp dịch vụ cho bà.
Richelieu thăng tiến về mặt chính trị bằng cách trung thành phục vụ người được thái hậu sủng ái, Concino Concini, vị quan quyền lực nhất vương quốc. Năm 1616, Richelieu được bổ nhiệm làm Ngoại trưởng và được giao trách nhiệm đối ngoại. Giống như Concini, Giám mục là một trong những cố vấn thân cận nhất của mẹ Louis XIII, Marie de Médicis. Nữ hoàng đã trở thành Nhiếp chính của Pháp khi Louis chín tuổi lên ngôi; mặc dù con trai bà đã đến tuổi thành niên theo luật định vào năm 1614, bà vẫn là người cai trị vương quốc hiệu quả. Tuy nhiên, các chính sách của bà và của Concini tỏ ra không được lòng nhiều người ở Pháp. Kết quả là cả Marie và Concini đều trở thành mục tiêu của những âm mưu tại triều đình; kẻ thù mạnh nhất của họ là Charles de Luynes. Vào tháng 4 năm 1617, trong một âm mưu do Luynes dàn dựng, Louis XIII ra lệnh bắt và giết Concini nếu ông chống cự; Hậu quả là Concini bị ám sát và Marie de Médicis bị lật đổ. Người bảo trợ của ông đã chết, Richelieu cũng mất quyền lực; ông bị cách chức Bộ trưởng Ngoại giao và bị loại khỏi tòa án. Năm 1618, nhà vua vẫn còn nghi ngờ Giám mục Luçon nên đã đày ông đến Avignon. Ở đó, Richelieu dành phần lớn thời gian để viết lách; ông đã soạn một cuốn giáo lý có tựa đề L'Instruction du chrétien.
Năm 1619, Marie de Médicis trốn thoát khỏi nơi giam giữ ở Lâu đài Blois, trở thành thủ lĩnh chính thức của một cuộc nổi dậy của giới quý tộc. Nhà vua và công tước de Luynes gọi lại Richelieu, tin rằng ông có thể tranh luận với hoàng hậu. Richelieu đã thành công trong nỗ lực này, làm trung gian hòa giải giữa bà và con trai bà. Các cuộc đàm phán phức tạp đã có kết quả khi Hiệp ước Angoulême được phê chuẩn; Marie de Médicis được trao quyền tự do hoàn toàn nhưng vẫn sống hòa bình với nhà vua. Thái hậu được phục hồi vào hội đồng hoàng gia.
Sau cái chết của người được nhà vua sủng ái, công tước de Luynes, vào năm 1621, Richelieu nhanh chóng lên nắm quyền. Năm sau, nhà vua đề cử Richelieu làm hồng y, và được Giáo hoàng Gregory XV phong hồng y vào tháng 9 năm 1622. Các cuộc khủng hoảng ở Pháp, bao gồm cả cuộc nổi dậy của người Huguenot, đã khiến Richelieu trở thành cố vấn gần như không thể thiếu của nhà vua. Sau khi được bổ nhiệm vào hội đồng bộ trưởng hoàng gia vào ngày 29 tháng 4 năm 1624, ông ta đã âm mưu chống lại tể tướng Charles, duc de La Vieuville. Vào ngày 12 tháng 8 cùng năm, La Vieuville bị bắt vì tội tham nhũng, và Hồng y Richelieu lên thay ông làm bộ trưởng chính của nhà vua vào ngày hôm sau, nhưng Hồng y de la Rochefoucauld trên danh nghĩa vẫn là chủ tịch hội đồng (Richelieu chính thức được bổ nhiệm làm chủ tịch). vào tháng 11 năm 1629).

## Thủ hiến

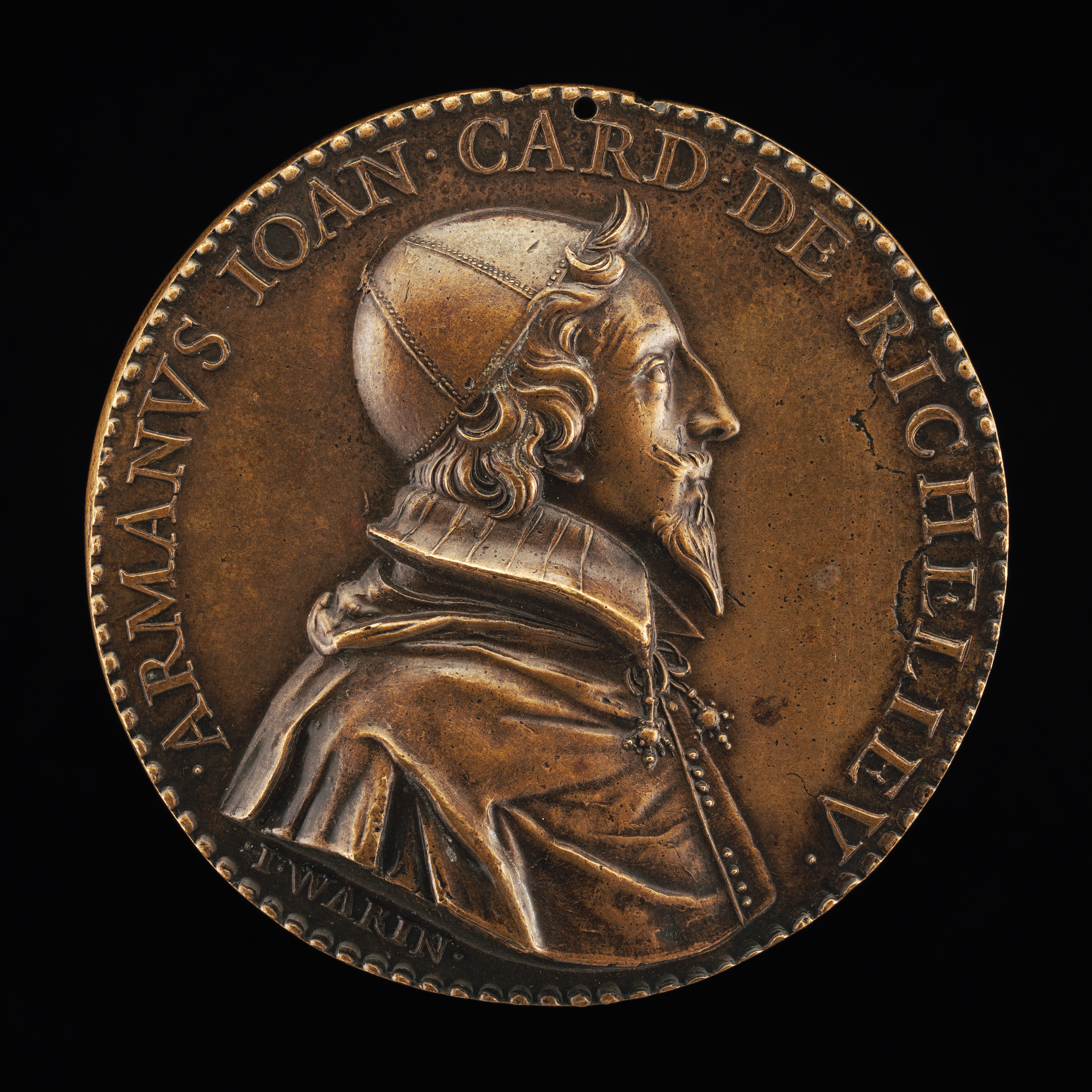
Jean Warin, Hồng Y de Richelieu 1622 (mặt trước), 1631

Chính sách của Hồng y Richelieu liên quan đến hai mục tiêu chính: tập trung quyền lực ở Pháp và phản đối triều đại Habsburg (cai trị ở cả Áo và Tây Ban Nha). Ông coi việc tái lập Công giáo chính thống là một thủ đoạn chính trị của các bang Habsburg và Áo, gây bất lợi cho lợi ích quốc gia của Pháp.
Ngay sau khi trở thành thủ tướng của Louis, ông phải đối mặt với cuộc khủng hoảng ở Valtellina, một thung lũng ở Lombardy (miền bắc nước Ý). Để chống lại các âm mưu của Tây Ban Nha trên lãnh thổ, Richelieu đã ủng hộ bang Grisons của Thụy Sĩ theo đạo Tin lành, nơi cũng tuyên bố có thung lũng quan trọng về mặt chiến lược. Đức Hồng Y đã triển khai quân tới Valtellina, từ đó quân đồn trú của Giáo hoàng đã bị đánh đuổi. Quyết định ban đầu của Richelieu ủng hộ một bang theo đạo Tin lành chống lại giáo hoàng là dấu hiệu báo trước về chính sách quyền lực ngoại giao thuần túy mà ông tán thành trong chính sách đối ngoại của mình.
Để củng cố hơn nữa quyền lực ở Pháp, Richelieu tìm cách trấn áp ảnh hưởng của giới quý tộc phong kiến. Năm 1626, ông bãi bỏ chức vụ Thống đốc Pháp và ra lệnh san bằng tất cả các lâu đài kiên cố, ngoại trừ những lâu đài cần thiết để phòng thủ chống lại quân xâm lược. Vì vậy, ông đã tước bỏ các biện pháp phòng thủ quan trọng của các hoàng tử, công tước và quý tộc nhỏ hơn có thể được sử dụng để chống lại quân đội của nhà vua trong các cuộc nổi dậy. Kết quả là Richelieu bị hầu hết giới quý tộc ghét bỏ.

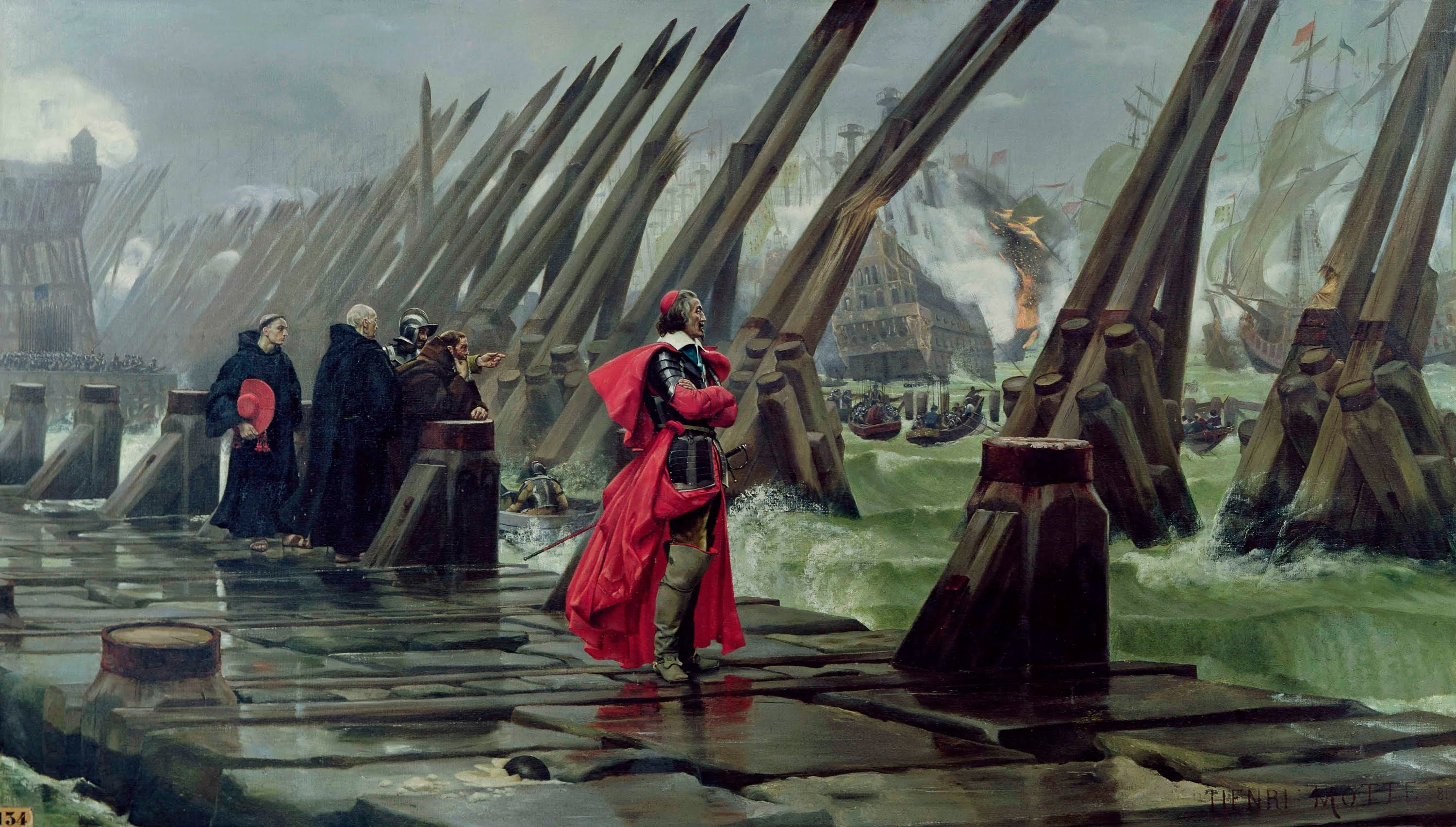
Bức vẽ của Henri Motte về Hồng y Richelieu trong cuộc vây hãm La Rochelle.

Một trở ngại khác cho việc tập trung quyền lực là sự chia rẽ tôn giáo ở Pháp. Người Huguenot, một trong những phe phái chính trị và tôn giáo lớn nhất đất nước, kiểm soát một lực lượng quân sự đáng kể và đang nổi loạn. Hơn nữa, Charles I, vua nước Anh, đã tuyên chiến với Pháp nhằm hỗ trợ phe Huguenot. Năm 1627, Richelieu ra lệnh cho quân đội bao vây thành trì La Rochelle của người Huguenot; đích thân hồng y chỉ huy quân bao vây. Quân đội Anh dưới sự chỉ huy của Công tước xứ Buckingham đã dẫn đầu một cuộc thám hiểm để giúp đỡ người dân La Rochelle, nhưng đã thất bại nặng nề. Tuy nhiên, thành phố vẫn vững vàng trong hơn một năm trước khi đầu hàng vào năm 1628.
Mặc dù người Huguenot phải chịu thất bại nặng nề tại La Rochelle, họ vẫn tiếp tục chiến đấu, do Henri, duc de Rohan chỉ huy. Tuy nhiên, lực lượng Tin lành đã bị đánh bại vào năm 1629; Rohan tuân theo các điều khoản của Hòa ước Alais. Kết quả là, sự khoan dung tôn giáo đối với người Tin lành, lần đầu tiên được ban hành bởi Sắc lệnh Nantes năm 1598, được phép tiếp tục, nhưng vị hồng y đã bãi bỏ các quyền chính trị và sự bảo vệ của họ. Rohan không bị xử tử (cũng như những người lãnh đạo cuộc nổi dậy sau này trong nhiệm kỳ của Richelieu); trên thực tế, sau này ông đã trở thành sĩ quan chỉ huy trong quân đội Pháp.

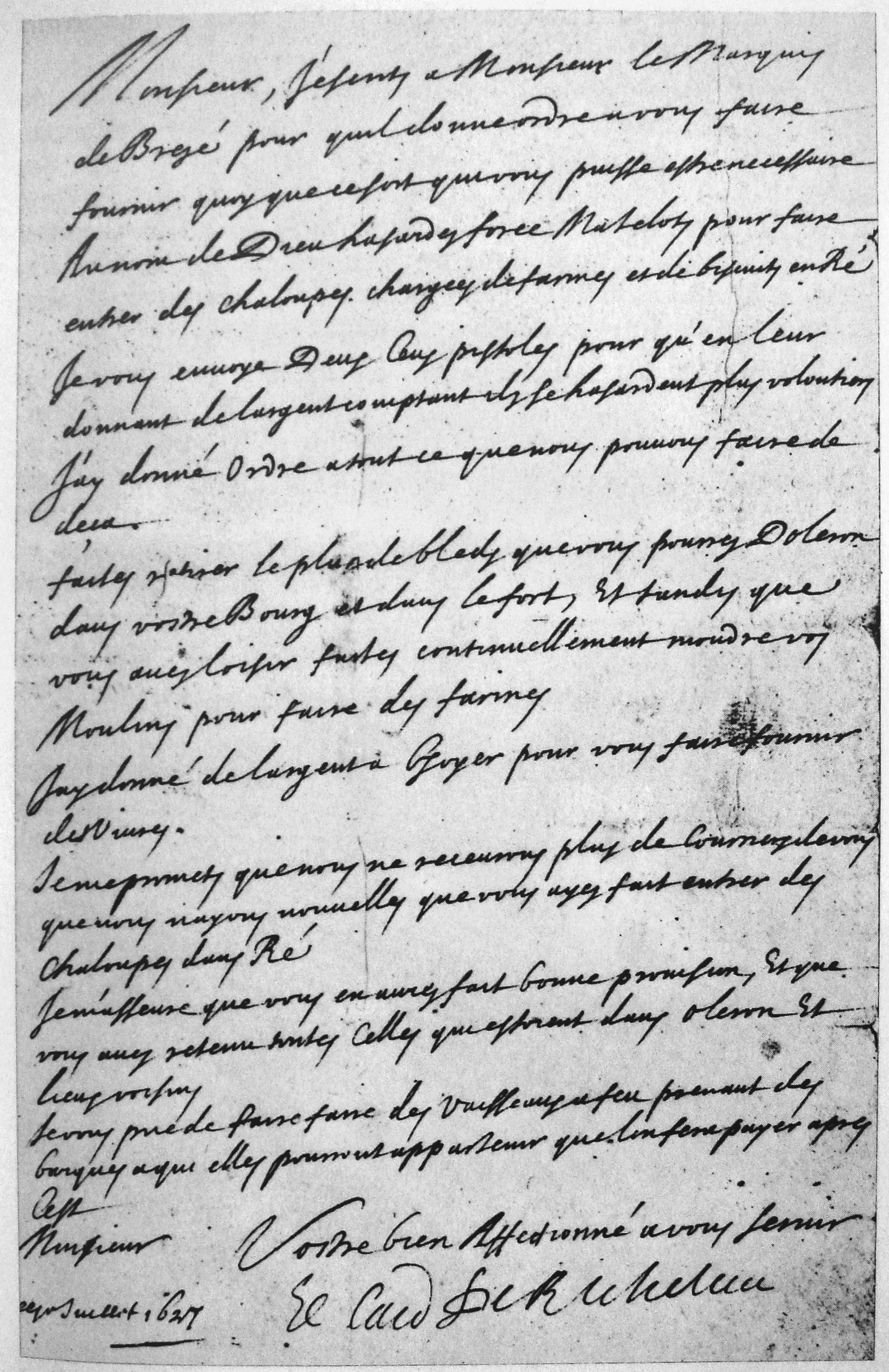
Thư của Hồng y Richelieu gửi Claude de Razilly yêu cầu ông làm mọi thứ trong khả năng của mình để giải vây Đảo Ré trong cuộc bao vây Saint-Martin-de-Ré, tháng 7 năm 1627.

Habsburg Tây Ban Nha đã lợi dụng cuộc xung đột của Pháp với người Huguenot để mở rộng ảnh hưởng ở miền bắc nước Ý. Nó tài trợ cho quân nổi dậy Huguenot để giữ quân đội Pháp chiếm đóng, đồng thời mở rộng quyền thống trị của Ý. Tuy nhiên, Richelieu đã phản ứng quyết liệt; sau khi La Rochelle đầu hàng, ông đích thân dẫn quân Pháp tới miền bắc nước Ý để kiềm chế Tây Ban Nha. Vào ngày 26 tháng 11 năm 1629, ông được phong làm duc de Richelieu và ngang hàng với Pháp. Vào năm tiếp theo, địa vị của Richelieu bị đe dọa nghiêm trọng bởi người bảo trợ cũ của ông, Marie de Médicis. Marie tin rằng vị hồng y đã cướp đi ảnh hưởng chính trị của cô; do đó, bà yêu cầu con trai bà cách chức tể tướng. Louis XIII ban đầu không ác cảm với cách hành động như vậy vì cá nhân ông không thích Richelieu. Mặc dù vậy, chính khách có tài thuyết phục vẫn có thể đảm bảo nhà vua trở thành đồng minh chống lại chính mẹ mình. Vào ngày 11 tháng 11 năm 1630, Marie de Médicis và em trai của nhà vua, Gaston, Công tước xứ Orléans, đã đạt được sự đồng ý của nhà vua về việc sa thải. Tuy nhiên, Richelieu đã biết được kế hoạch này và nhanh chóng thuyết phục nhà vua ăn năn. Ngày này, được gọi là Ngày của những kẻ lừa đảo, là ngày duy nhất mà Louis XIII thực hiện một bước tới việc cách chức bộ trưởng của mình. Sau đó, nhà vua kiên quyết ủng hộ chính trị cho ông.

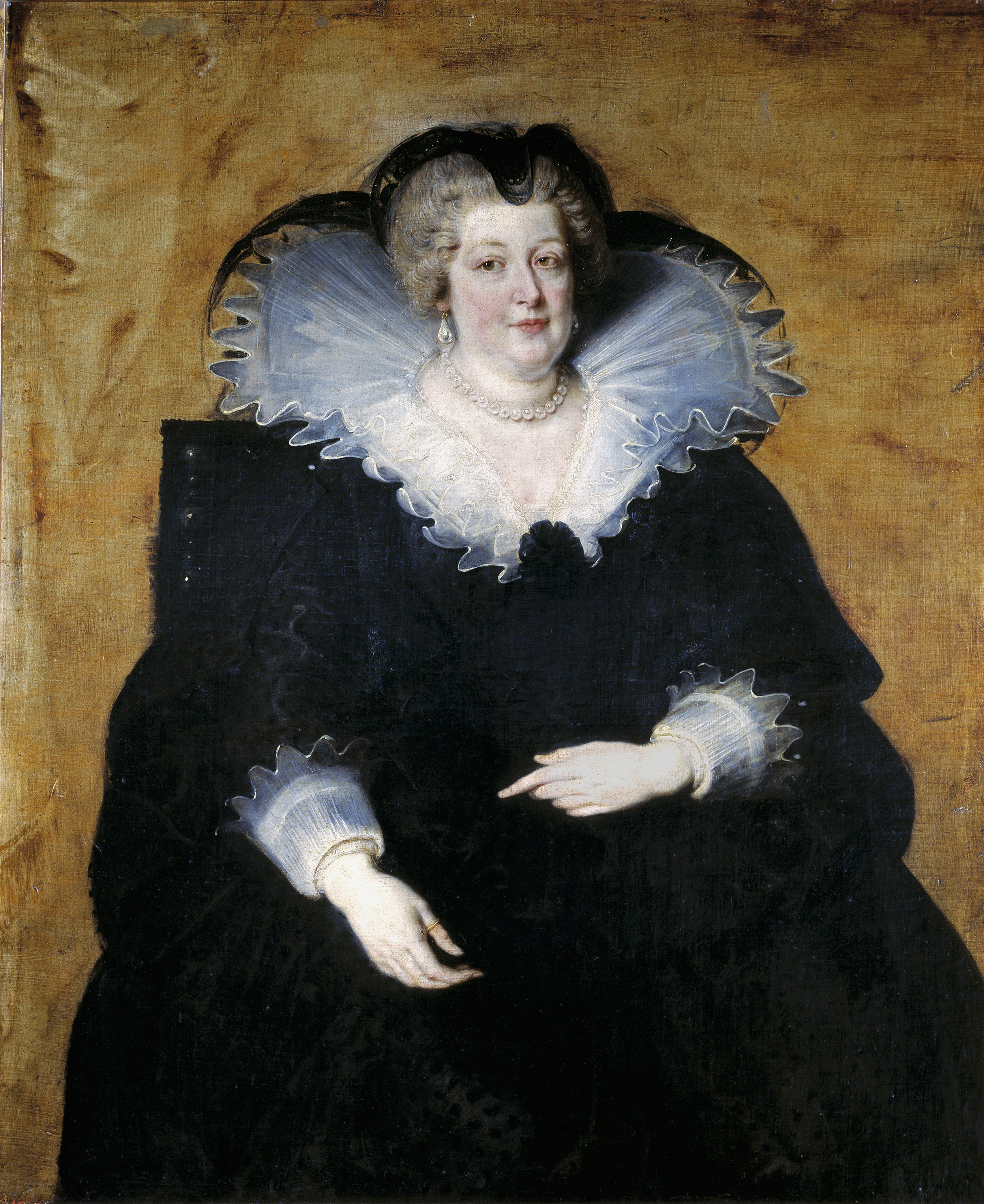
Vào "Ngày của những kẻ lừa đảo" năm 1630, có vẻ như Marie de Médicis đã đảm bảo việc sa thải Richelieu. Tuy nhiên, Richelieu vẫn sống sót sau âm mưu này và kết quả là Marie bị lưu đày.

Trong khi đó, Marie de Médicis bị đày đến Compiègne. Cả Marie và công tước d'Orléans đều tiếp tục âm mưu chống lại Richelieu, nhưng âm mưu của họ chẳng có kết quả gì. Giới quý tộc cũng vẫn bất lực. Sự trỗi dậy quan trọng duy nhất là của Henri, duc de Montmorency năm 1632; Richelieu, tàn nhẫn trong việc đàn áp phe đối lập, đã ra lệnh xử tử công tước. Năm 1634, vị hồng y đã ra lệnh thiêu sống một trong những người chỉ trích thẳng thắn của ông, Urbain Grandier trong vụ Loudun. Những biện pháp khắc nghiệt này và các biện pháp khắc nghiệt khác đều được Richelieu dàn dựng để đe dọa kẻ thù của mình. Ông cũng đảm bảo an ninh chính trị của mình bằng cách thiết lập một mạng lưới điệp viên rộng lớn ở Pháp và các nước châu Âu khác.

## Chiến tranh ba mươi năm

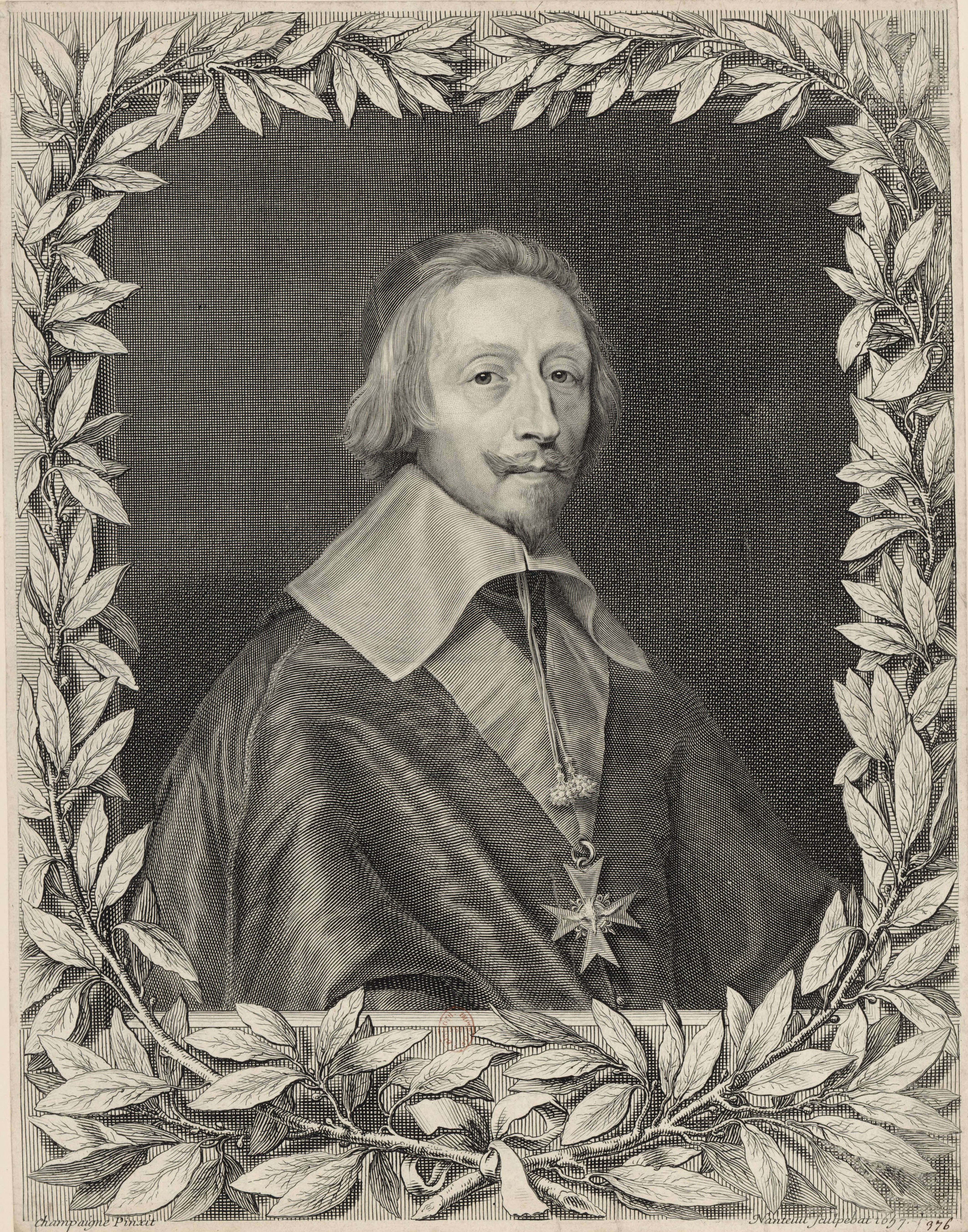
Hồng Y Richelieu của Robert Nanteuil

Trước khi Richelieu lên nắm quyền, phần lớn châu Âu đã chìm trong Chiến tranh Ba mươi năm (1618–1648). Pháp không công khai gây chiến với nhà Habsburgs, nhà cai trị Tây Ban Nha và Đế chế La Mã Thần thánh, vì vậy các khoản trợ cấp và viện trợ được cung cấp bí mật cho đối thủ của họ. Tuy nhiên, Richelieu tin rằng chiến tranh chống lại Tây Ban Nha là điều không thể tránh khỏi. Ông coi Cộng hòa Hà Lan là một trong những đồng minh quan trọng nhất của Pháp, vì nước này có biên giới trực tiếp với Hà Lan thuộc Tây Ban Nha và ở ngay giữa Chiến tranh Tám mươi năm với Tây Ban Nha vào thời điểm đó. May mắn thay, Richelieu là một người bon français, giống như nhà vua, người đã quyết định trợ cấp cho người Hà Lan để chiến đấu chống lại người Tây Ban Nha thông qua Hiệp ước Compiègne vào tháng 6 năm 1624, trước khi Richelieu được bổ nhiệm làm Bộ trưởng thứ nhất vào tháng 8. Cùng năm đó, một đoàn thám hiểm quân sự do Pháp bí mật tài trợ và do Marquis de Coeuvres chỉ huy, bắt đầu hành động với ý định giải phóng Valtelline khỏi sự chiếm đóng của Tây Ban Nha. Năm 1625, Richelieu còn gửi tiền cho Ernst von Mansfeld, một tướng đánh thuê nổi tiếng đang hoạt động ở Đức phục vụ cho người Anh. Tuy nhiên, vào tháng 5 năm 1626, khi chi phí chiến tranh gần như đã hủy hoại nước Pháp, nhà vua và Hồng y đã lập hòa với Tây Ban Nha thông qua Hiệp ước Monçon. Nền hòa bình này nhanh chóng kết thúc sau những căng thẳng do Chiến tranh Kế vị Mantuan.
Năm 1629, Hoàng đế Ferdinand II đã chinh phục nhiều đối thủ theo đạo Tin lành ở Đức. Richelieu, cảnh giác trước ảnh hưởng ngày càng tăng của Ferdinand, đã xúi giục Thụy Điển can thiệp, cung cấp tiền. Trong khi đó, Pháp và Tây Ban Nha vẫn thù địch do tham vọng của Tây Ban Nha ở miền bắc nước Ý. Vào thời điểm đó, miền bắc nước Ý là một khu vực chiến lược quan trọng trong cán cân quyền lực của châu Âu, đóng vai trò là cầu nối giữa Habsburgs trong Đế quốc và ở Tây Ban Nha. Nếu quân đội đế quốc thống trị khu vực này, nước Pháp sẽ bị đe dọa bởi cuộc bao vây của Habsburg. Trong khi đó, Tây Ban Nha đang tìm kiếm sự chấp thuận của Giáo hoàng cho một chế độ quân chủ phổ quát. Vào năm 1630, khi các nhà ngoại giao Pháp ở Regensburg đồng ý hòa bình với Tây Ban Nha, Richelieu đã từ chối hỗ trợ họ. Thỏa thuận này sẽ cấm sự can thiệp của Pháp vào Đức. Vì vậy, Richelieu khuyên Louis XIII từ chối phê chuẩn hiệp ước. Năm 1631, ông liên minh với Pháp với Thụy Điển, nước vừa xâm chiếm đế quốc, trong Hiệp ước Bärwalde.
Chi phí quân sự gây căng thẳng đáng kể cho nguồn thu của hoàng gia. Để đáp lại, Richelieu đã tăng gabelle (thuế muối) và taille (thuế đất). Taille được thực thi để cung cấp kinh phí xây dựng quân đội và tiến hành chiến tranh. Giới tăng lữ, quý tộc và giai cấp tư sản cao được miễn trừ hoặc có thể dễ dàng trốn tránh việc nộp thuế nên gánh nặng đổ lên vai bộ phận nghèo nhất của đất nước. Để thu thuế hiệu quả hơn và hạn chế tham nhũng ở mức tối thiểu, Richelieu đã bỏ qua các quan chức thuế địa phương, thay thế họ bằng những người quản lý (các quan chức trực tiếp phục vụ Hoàng gia). Tuy nhiên, kế hoạch tài chính của Richelieu đã gây ra tình trạng bất ổn trong nông dân; có một số cuộc nổi dậy vào năm 1636 đến 1639. Richelieu đã đàn áp các cuộc nổi dậy một cách thô bạo và đối phó một cách gay gắt với quân nổi dậy.

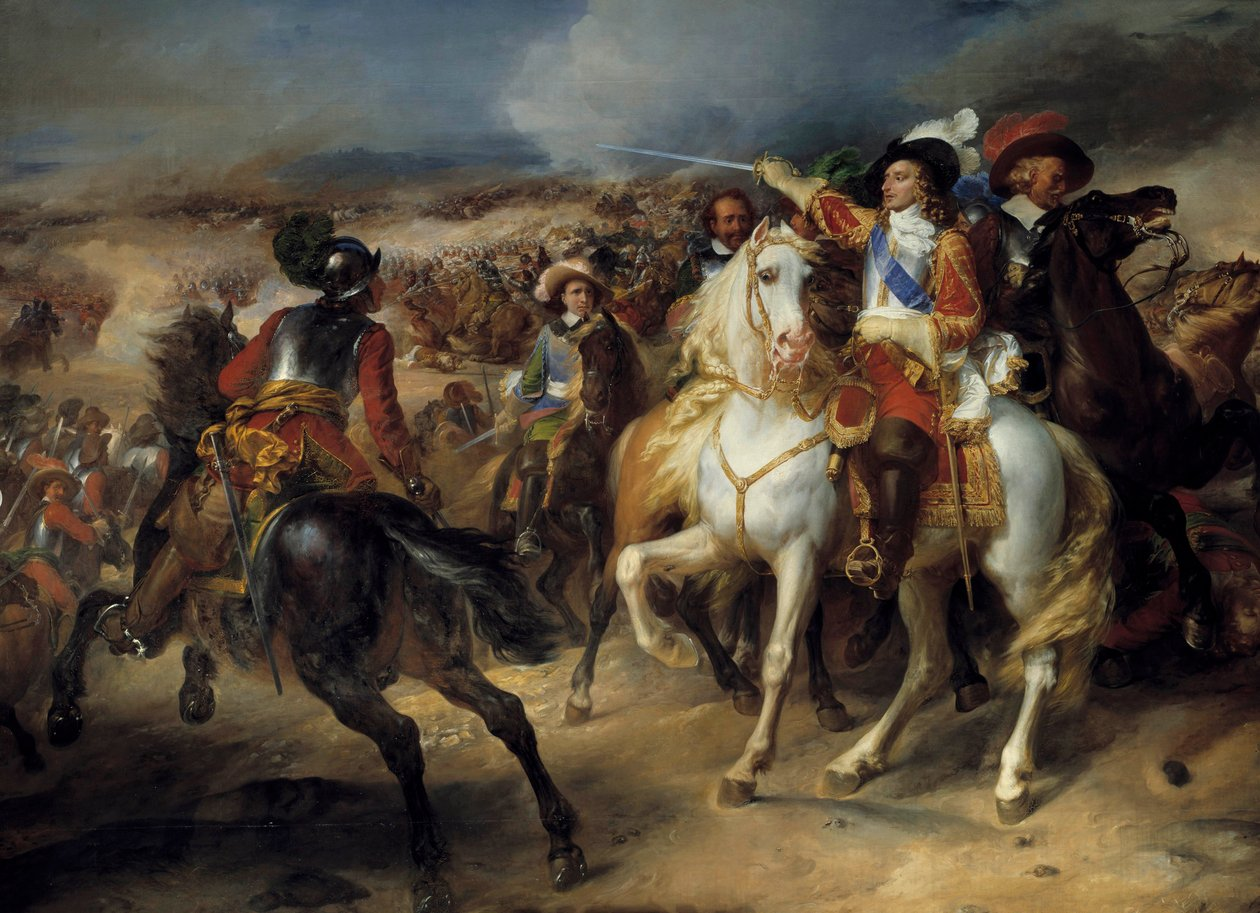
Trận Lens

Vì công khai liên kết nước Pháp với các thế lực Tin lành, Richelieu bị nhiều người tố cáo là kẻ phản bội Giáo hội Công giáo La Mã. Hành động quân sự lúc đầu là thảm họa đối với người Pháp, với nhiều chiến thắng thuộc về Tây Ban Nha và Đế quốc. Tuy nhiên, không bên nào có thể giành được lợi thế quyết định và xung đột vẫn tiếp tục kéo dài sau cái chết của Richelieu. Richelieu là người có công trong việc chuyển hướng Chiến tranh Ba mươi năm từ cuộc xung đột giữa đạo Tin lành và Công giáo sang chủ nghĩa dân tộc chống lại quyền bá chủ của Habsburg. đã đẩy nó đến chỗ phá sản một cách không thể tránh khỏi. Sự thất bại của lực lượng Habsburg trong Trận Lens năm 1648, cùng với việc họ không ngăn chặn được cuộc xâm lược của Pháp vào Catalonia, đã đặt dấu chấm hết cho sự thống trị của Habsburg trên lục địa và cho sự nghiệp cá nhân của thủ tướng Tây Ban Nha Olivares. Thật vậy, trong những năm tiếp theo, chính Pháp, dưới sự lãnh đạo của Louis XIV, sẽ cố gắng lấp đầy khoảng trống mà nhà Habsburgs để lại ở Hà Lan thuộc Tây Ban Nha và thay thế Tây Ban Nha trở thành cường quốc thống trị châu Âu.

## Tân thế giới
Khi Richelieu lên nắm quyền, Tân Pháp, nơi người Pháp đã có chỗ đứng kể từ Jacques Cartier, chỉ có không quá 100 cư dân châu Âu thường trú. Richelieu khuyến khích Louis XIII xâm chiếm châu Mỹ bằng cách thành lập Compagnie de la Nouvelle France theo mô hình Công ty Tây Ấn Hà Lan. Không giống như các cường quốc thuộc địa khác, Pháp khuyến khích sự chung sống hòa bình ở Tân Pháp giữa người bản xứ và thực dân và tìm cách hòa nhập người Ấn Độ vào xã hội thuộc địa. Richelieu coi hôn nhân khác chủng tộc giữa người Pháp và người Da đỏ như một giải pháp để tăng dân số ở thuộc địa của mình. Dưới sự hướng dẫn của Richelieu, Louis XIII đã ban hành Sắc lệnh năm 1627 theo đó người Ấn Độ, chuyển sang Công giáo, được coi là "người Pháp gốc":
Hậu duệ của những người Pháp đã quen với đất nước này [Tân Pháp], cùng với tất cả những người Da đỏ sẽ được tiếp cận với sự hiểu biết về đức tin và sẽ tuyên xưng đức tin đó, sẽ được coi là những người Pháp bẩm sinh và nổi tiếng, và như vậy có thể đến với họ. sống ở Pháp khi họ muốn, và tiếp nhận, quyên góp, thành công và nhận các khoản quyên góp và di sản, giống như những thần dân Pháp thực thụ, mà không bắt buộc phải mang theo giấy tờ khai nhập tịch.
Cuộc điều tra dân số năm 1666 ở Tân Pháp, được tiến hành khoảng 20 năm sau cái chết của Hồng y Richelieu, cho thấy dân số 3.215 cư dân ở New France, nhiều hơn so với chỉ vài thập kỷ trước đó, nhưng cũng có sự khác biệt lớn về số lượng nam giới. (2.034) và phụ nữ (1.181).

## Những năm cuối đời

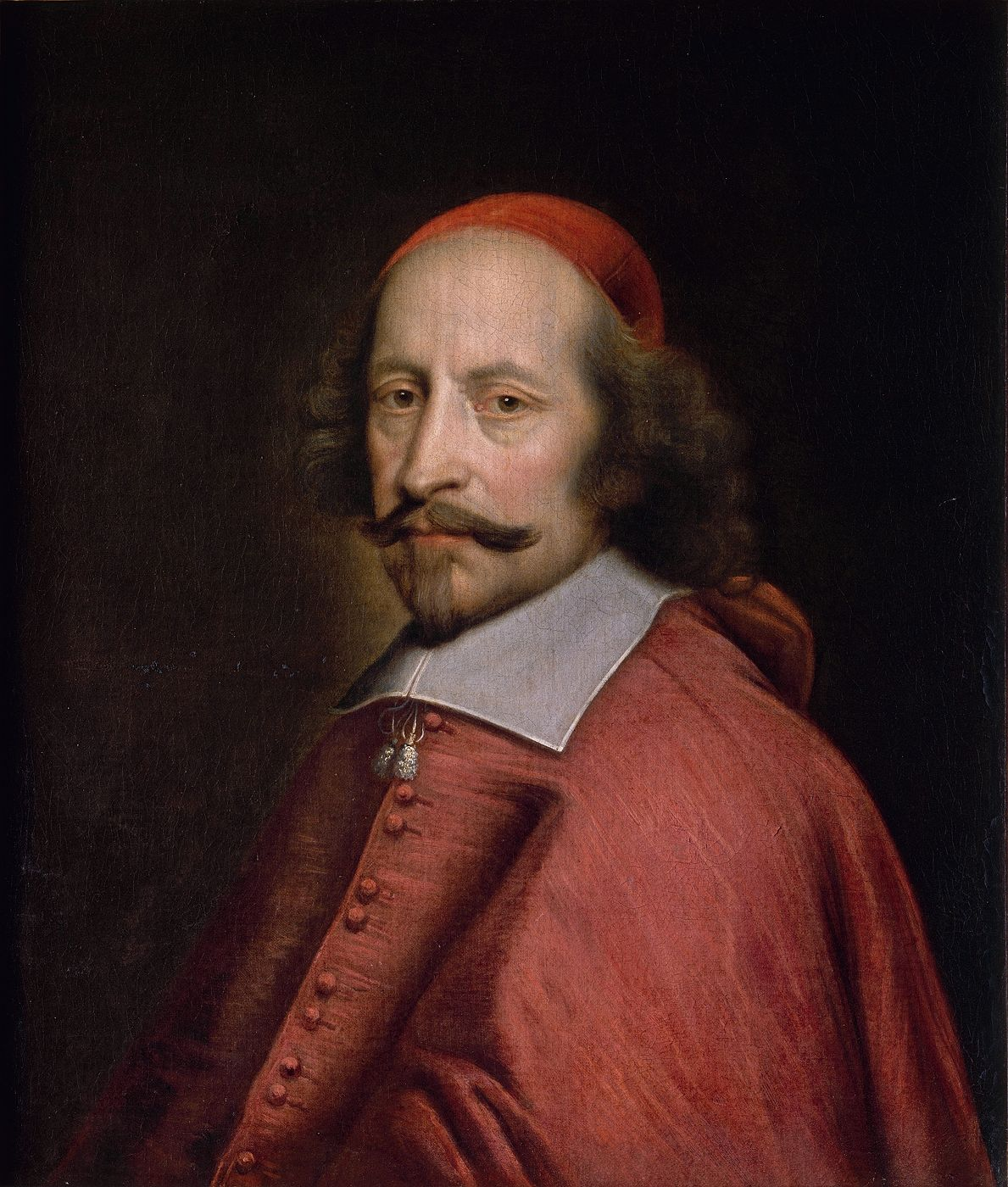
Hồng y Mazarin (được mô tả ở đây vào năm 1660, 58 tuổi) đã kế vị Richelieu tại vị.

Về cuối đời, Richelieu xa lánh nhiều người, trong đó có Giáo hoàng Urban VIII. Richelieu không hài lòng khi Giáo hoàng từ chối phong ông làm giáo hoàng hợp pháp ở Pháp; đến lượt Giáo hoàng không chấp thuận việc quản lý nhà thờ Pháp, cũng như chính sách đối ngoại của Pháp. Tuy nhiên, xung đột phần lớn đã được giải quyết khi Giáo hoàng phong Hồng y cho Jules Mazarin, một trong những đồng minh chính trị chính của Richelieu, vào năm 1641. Bất chấp mối quan hệ rắc rối với Giáo hội Công giáo La Mã, Richelieu không ủng hộ việc phủ nhận hoàn toàn quyền lực của Giáo hoàng ở Pháp, như được ủng hộ bởi những người theo chủ nghĩa Gallican.
Khi cận kề cái chết, Richelieu phải đối mặt với một âm mưu đe dọa tước bỏ quyền lực của ông. Hồng y đã giới thiệu một chàng trai trẻ tên là Henri Coiffier de Ruzé, hầu tước de Cinq-Mars tới triều đình của Louis XIII. Hồng y từng là bạn của cha Cinq-Mars. Quan trọng hơn, Richelieu hy vọng rằng Cinq-Mars sẽ trở thành người được Louis yêu thích, để ông có thể gián tiếp tạo ra ảnh hưởng lớn hơn đối với các quyết định của quốc vương. Cinq-Mars đã trở thành nhân vật được hoàng gia yêu thích vào năm 1639, nhưng trái ngược với niềm tin của Hồng y Richelieu, ông ta không dễ kiểm soát. Hầu tước trẻ tuổi nhận ra rằng Richelieu sẽ không cho phép ông có được quyền lực chính trị. Năm 1641, ông tham gia vào âm mưu thất bại của comte de Soissons chống lại Richelieu, nhưng không bị phát hiện. Sau đó, vào năm sau, ông lập kế hoạch với các quý tộc hàng đầu (bao gồm cả anh trai của nhà vua, công tước d'Orléans) để nổi dậy; ông cũng ký một thỏa thuận bí mật với vua Tây Ban Nha, người hứa sẽ hỗ trợ quân nổi dậy. Tuy nhiên, cơ quan gián điệp của Richelieu đã phát hiện ra âm mưu này và hồng y đã nhận được một bản sao của hiệp ước. Cinq-Mars nhanh chóng bị bắt và xử tử; mặc dù Louis chấp thuận việc sử dụng hình phạt tử hình, nhưng kết quả là ông ngày càng xa cách Richelieu.

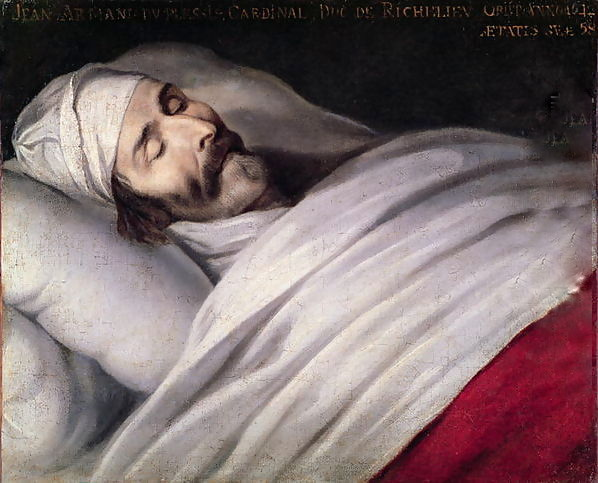
Bức tranh của Philippe de Champaigne vẽ Hồng y Richelieu trên giường bệnh

Tuy nhiên, Richelieu lúc này đang hấp hối. Trong nhiều năm, ông bị sốt tái phát (có thể là sốt rét), nghẹt thở, lao ruột kèm lỗ rò và chứng đau nửa đầu. Bây giờ cánh tay phải của ông đang mưng mủ vì viêm xương lao, và ông ho ra máu (sau khi ông qua đời, người ta phát hiện phổi của ông bị sâu răng rộng và hoại tử trường hợp). Các bác sĩ tiếp tục cho ông chảy máu thường xuyên, khiến ông càng yếu đi. Khi cảm thấy cái chết của mình đang đến gần, ông đã bổ nhiệm Mazarin, một trong những tín đồ trung thành nhất của ông, kế nhiệm ông làm đại thần cho nhà vua.
Richelieu qua đời vào ngày 4 tháng 12 năm 1642, ở tuổi 57. Thi thể của ông được ướp và an táng tại nhà thờ Sorbonne. Vào thời điểm đó, dân chúng ghét ông. Tại nhiều tỉnh trong vương quốc, người ta đốt lửa để ăn mừng cái chết của ông. Trong Cách mạng Pháp, thi thể đã được đưa ra khỏi ngôi mộ và phần đầu ướp xác của ông, vốn đã được lấy ra và thay thế trong quá trình ướp xác ban đầu, đã bị đánh cắp. Nó cuối cùng thuộc quyền sở hữu của Nicholas Armez ở Brittany vào năm 1796, và thỉnh thoảng ông trưng bày khuôn mặt được bảo quản tốt. Cháu trai của ông, Louis-Philippe Armez, đã thừa kế nó và thỉnh thoảng cũng trưng bày nó và cho mượn để nghiên cứu. Năm 1866, Napoléon III thuyết phục Armez trả lại khuôn mặt cho chính phủ để mai táng lại phần thi thể còn lại của Richelieu. Một cuộc điều tra về tình trạng sụt lún của sàn nhà thờ đã cho phép chụp ảnh được phần đầu vào năm 1895.

## Nghệ thuật và văn hóa
Richelieu là một người bảo trợ nghệ thuật nổi tiếng. Là tác giả của nhiều tác phẩm tôn giáo và chính trị khác nhau (đáng chú ý nhất là Di chúc chính trị), ông đã cử đặc vụ của mình ra nước ngoài để tìm kiếm sách và bản thảo cho thư viện có một không hai của mình, mà ông đã ghi rõ trong di chúc của mình - giao nó cho Armand Jean de Vignerot du. Plessis, cháu trai của ông, được tài trợ đầy đủ - không chỉ phục vụ gia đình mà còn mở cửa vào những giờ cố định cho các học giả. Chỉ riêng các bản thảo đã lên tới khoảng 900 bản, được đóng thành sách mã ở Maroc màu đỏ với cánh tay của hồng y. Thư viện được chuyển đến Sorbonne vào năm 1660. Ông đã tài trợ cho sự nghiệp văn học của nhiều nhà văn. Ông là một người yêu thích sân khấu, vốn không được coi là một loại hình nghệ thuật đáng kính trong thời đại đó; một nhà hát tư nhân, Grande Salle, là một nét đặc trưng của dinh thự ở Paris của ông, Palais-Cardinal. Trong số những người được ông bảo trợ có nhà viết kịch nổi tiếng Pierre Corneille. Richelieu cũng là người sáng lập và là người bảo trợ của Académie française, một tổ chức văn học nổi tiếng của Pháp. Tổ chức này trước đây tồn tại không chính thức; Tuy nhiên, vào năm 1635, Hồng y Richelieu đã nhận được bằng sáng chế chữ cái chính thức cho thi thể. Académie française bao gồm 40 thành viên, quảng bá văn học Pháp và vẫn là cơ quan chính thức về tiếng Pháp. Richelieu từng là người bảo vệ Học viện. Kể từ năm 1672, vai trò đó đã được nguyên thủ quốc gia Pháp thực hiện.
Năm 1622, Richelieu được bầu làm người quản lý hoặc hiệu trưởng của Sorbonne. Ông chủ trì việc cải tạo các tòa nhà của trường đại học và xây dựng nhà nguyện nổi tiếng của trường, nơi ông hiện đang được chôn cất. Vì ông là Giám mục của Luçon nên bức tượng của ông đứng bên ngoài nhà thờ Luçon.
Richelieu giám sát việc xây dựng cung điện riêng của ông ở Paris, Palais-Cardinal. Cung điện, được đổi tên thành Palais-Royal sau cái chết của Richelieu, hiện là trụ sở của Hội đồng Hiến pháp Pháp, Bộ Văn hóa và Conseil d'État. Galerie de l'avant-cour có những bức tranh trần nhà của Philippe de Champaigne, người vẽ chân dung chính của hồng y, kỷ niệm các sự kiện lớn trong sự nghiệp của hồng y; các họa sĩ minh họa ở Galerie des hommes có 26 bức chân dung lịch sử của những vĩ nhân, lớn hơn cả cuộc đời, từ Tu viện trưởng Suger đến Louis XIII; một số là của Simon Vouet, một số khác là bản sao cẩn thận của Philippe de Champaigne từ những bức chân dung đã biết; cùng với chúng là tượng bán thân của các hoàng đế La Mã. Một loạt chân dung khác của các tác giả đã bổ sung cho thư viện. Kiến trúc sư của Palais-Cardinal, Jacques Lemercier, cũng nhận được lệnh xây dựng một lâu đài và một thị trấn xung quanh ở Indre-et-Loire; dự án lên đến đỉnh điểm là việc xây dựng Château Richelieu và thị trấn Richelieu. Đối với lâu đài, ông đã bổ sung thêm một trong những bộ sưu tập nghệ thuật lớn nhất ở châu Âu và bộ sưu tập điêu khắc La Mã cổ đại lớn nhất ở Pháp. Tác phẩm Richelieu Bacchus được tái hiện và phục hồi mạnh mẽ tiếp tục được các nghệ sĩ tân cổ điển ngưỡng mộ. Trong số 300 bức tranh của ông vẽ bởi những người hiện đại, đáng chú ý nhất là ông sở hữu bức tranh Virgin and Child with Saint Anne của Leonardo, The Family of the Virgin của Andrea del Sarto, hai bức Bacchanales nổi tiếng của Nicolas Poussin, cũng như các bức tranh của Veronese và Titian, và Diana tại Bath by Rubens, mà ông rất vui khi trả cho những người thừa kế của nghệ sĩ 3.000 écus, đến nỗi ông đã tặng một món quà cho người vợ góa của Rubens một chiếc đồng hồ nạm kim cương. Bức tượng bán thân chân dung bằng đá cẩm thạch của Bernini không được coi là một bức chân dung đẹp và bị đày đến một lối đi.
Các phụ kiện trong nhà nguyện của ông ở Palais-Cardinal, nơi Simon Vouet thực hiện các bức tranh, đều bằng vàng nguyên khối – cây thánh giá, chén thánh, đĩa thánh, bình thánh, chân nến – được nạm 180 viên hồng ngọc và 9.000 viên kim cương. Sở thích của ông cũng là đồ bạc lớn, đồ đồng nhỏ và các tác phẩm bằng vertu, men và đá pha lê gắn vàng, đồ sứ Trung Quốc, thảm trang trí và thảm Ba Tư, tủ từ Ý, Antwerp và viên kim cương hình trái tim mua từ Alphonse Lopez mà ông muốn tới nhà vua. Khi Palais-Cardinal hoàn thành, ông đã tặng nó cho Vương miện vào năm 1636. Khi nữ hoàng đang ở, các bức tranh của Nội các lớn được chuyển đến Fontainebleau và được thay thế bằng các bản sao, đồng thời nội thất cũng được sắp xếp lại nhiều.
Hai bức tranh Nô lệ của Michelangelo nằm trong số những địa điểm phong phú của lâu đài Richelieu, nơi có bộ ba bức tranh Chúa giáng sinh của Dürer, và các bức tranh của Mantegna, Lorenzo Costa và Perugino, được quân đội Pháp thu thập từ bộ sưu tập Gonzaga tại Mantua vào năm 1630, cũng như nhiều tác phẩm khác. cổ vật.